# Département d'Aumale
Pour les articles homonymes, voir Aumale.
Le département d’Aumale fut un département français d’Algérie entre 1958 et 1959.
Considérée depuis le 4 mars 1848 comme partie intégrante du territoire français, l'Algérie fut organisée administrativement de la même manière que la métropole. C’est ainsi que pendant une centaine d'années, la ville d’Aumale, fut rattachée d'abord au département d'Alger dont elle devint une sous-préfecture d'arrondissement en 1875, puis du département de Médéa, et ce jusqu’au 17 mars 1958. 
Le département d’Aumale fut donc créé à cette date, et possédait trois sous-préfectures : Bou-Saâdaa, Tablat et Ouled Djellal, ce dernier arrondissement français d'Algérie distrait du département de Batna. 
Cependant, le 7 novembre 1959, ce département fut supprimé.